# Vithalsad fnittertrast
Vithalsad fnittertrast (Garrulax strepitans) är en fågel i familjen fnittertrastar inom ordningen tättingar.

## Utseende
Vithalsad fnittertrast är en stor (28–31,5 cm) och mörk fnittertrast. Den är djupt olivbrun på hjässan, mörkt rostbrun på örontäckarna och brunsvart på ansikte och bröst. Halssidorna är gråvita och stjärten är mörk.

## Utbredning och systematik
Fågeln förekommer från Myanmar till sydvästra Kina (sydvästra Yunnan), västra Thailand och nordvästra Laos. Tidigare har kambodjafnittertrasten (Garrulax ferrarius) inkorporerats som underart, men vithalsad fnittertrast står närmare svarthuvad fnittertrast (Garrulax milleti).

## Levnadssätt
Fågeln hittas i fuktiga skogar från 500 till 1800 meters höjd. Den ses vanligen i flockar med tio eller fler fåglar som mestadels födosöker nära marken bland torra löv. Födan är dåligt känd, men antas bestå av större ryggradslösa djur. Ett par har noterats ta nektar. Inget är känt om dess häckningsbiologi.

## Status och hot
Arten har ett stort utbredningsområde och en stor population, men tros minska i antal, dock inte tillräckligt kraftigt för att den ska betraktas som hotad. Internationella naturvårdsunionen IUCN kategoriserar därför arten som livskraftig (LC).